# Notre-Dame de l’Épine

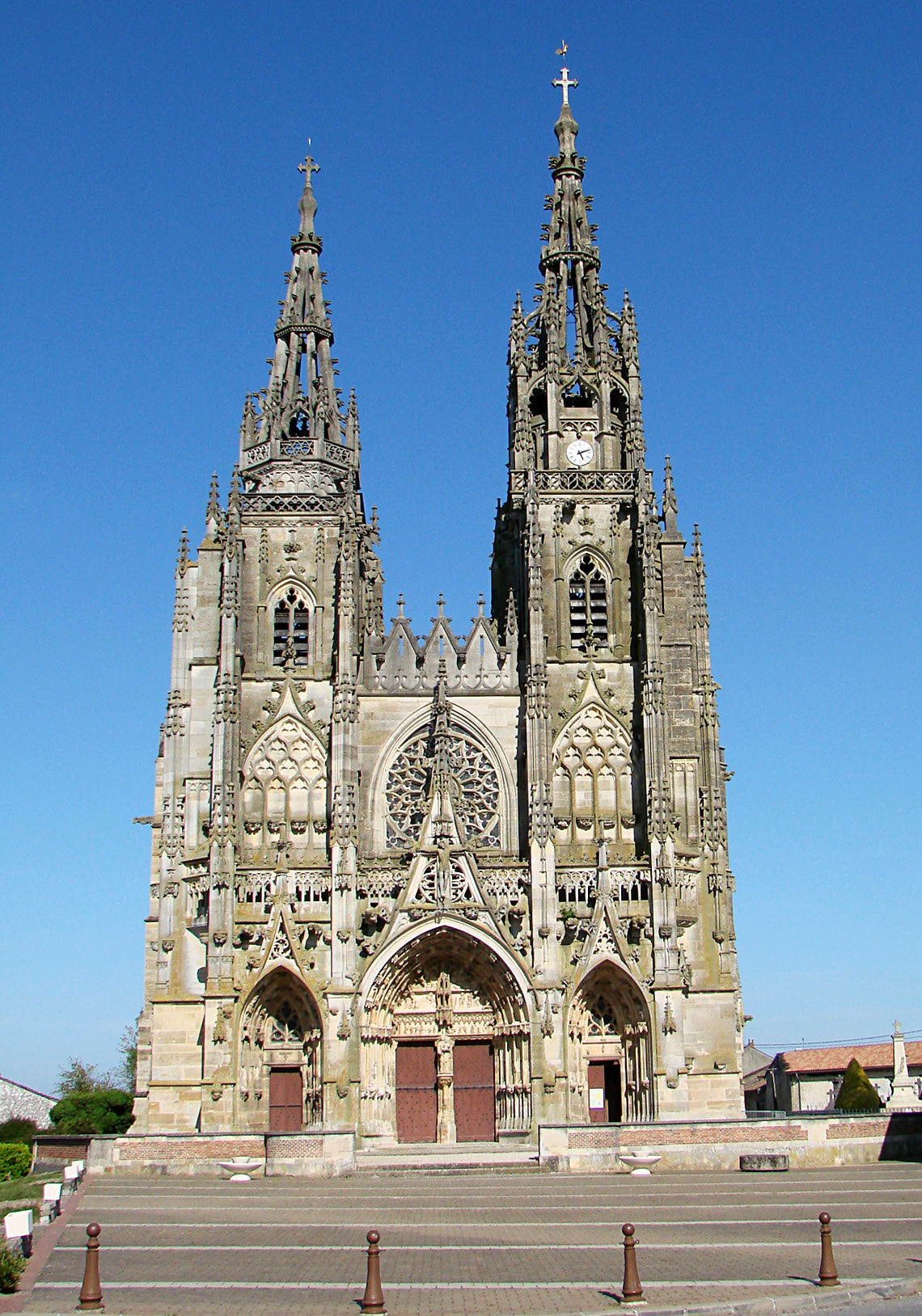
Notre-Dame de l’Épine, Fassade

Die spätgotische römisch-katholische Wallfahrtskirche Notre-Dame de l’Épine steht in der um sie herum gewachsenen und nach ihr benannten Gemeinde L’Épine im französischen Département Marne, mitten in der Champagne. Die Kirche wurde bereits im Jahr 1840 als Monument historique klassifiziert.

## Lage
Der kleine Ort L’Épine liegt in einer Höhe von 120 m ca. 8 km (Fahrtstrecke) östlich von Châlons-en-Champagne und ca. 55 km südöstlich von Reims. Ungefähr 500 m nördlich fließt in Richtung Reims die Vesle vorbei.

## Geschichte
Die Basilika im Flamboyantstil wurde zwischen 1405 und 1527 errichtet. Zuvor stand dort eine kleine Marienkapelle, die möglicherweise zu einer Grangie der Benediktinerabtei Notre-Dame in Laon gehörte. Zu dieser Kapelle entwickelte sich eine Wallfahrt, zunächst aus Châlons, später aus einem größeren Einzugsgebiet, die durch einen Prozess dokumentiert ist, der in den Jahren 1405/06 um die Einnahmen des Kirchenvorstands und des Offizials geführt wurde.
Aus jener Zeit sind auch erste Texte über die Auffindung einer Skulptur der Muttergottes in einem Dorngebüsch überliefert, namengebend für das Heiligtum, denn «l'épine» ist der Dorn. In manchen Darstellungen wird das Dorngebüsch zum brennenden Dornbusch hochstilisiert. Die Auffindung wurde als göttliches Wunder aufgefasst. Der reale Hintergrund lässt sich heute nicht mehr feststellen. Die Stelle lag an der Römerstraße von Durocatalaunum (Châlons) nach Mediomatrix (Metz). Da vor der Christianisierung die Anlage von Grabstätten entlang von Landstraßen nicht unüblich war, reichen die Möglichkeiten von der fantasievollen Interpretation einer natürlichen Gesteinsformation über einem umgedeuteten Grabstein für eine Mutter mit Kind bis zur gezielten Platzierung einer tatsächlichen Marienfigur.
Der Ausbau des Heiligtums zur heutigen Kirche wurde Anfang des 15. Jahrhunderts durch zahlreiche Vermächtnisse von Bürgern von Châlons unterstützt. Dazu kamen Zuwendungen ranghoher Persönlichkeiten: Herzog Robert von Bar, die französischen Könige Karl VII. und Ludwig XI., dazu Philipp der Gute, Herzog von Burgund. Möglicherweise begünstigte die Unsicherheit des Hundertjährigen Krieges Wallfahrten aus Châlons zu einem nahe gelegenen Ziel.
Die Grangie wurde 1564 an den Laien Jacques Clément verkauft, der sie zu einem Schloss umbauen ließ, das bis ins 19. Jahrhundert bestand.

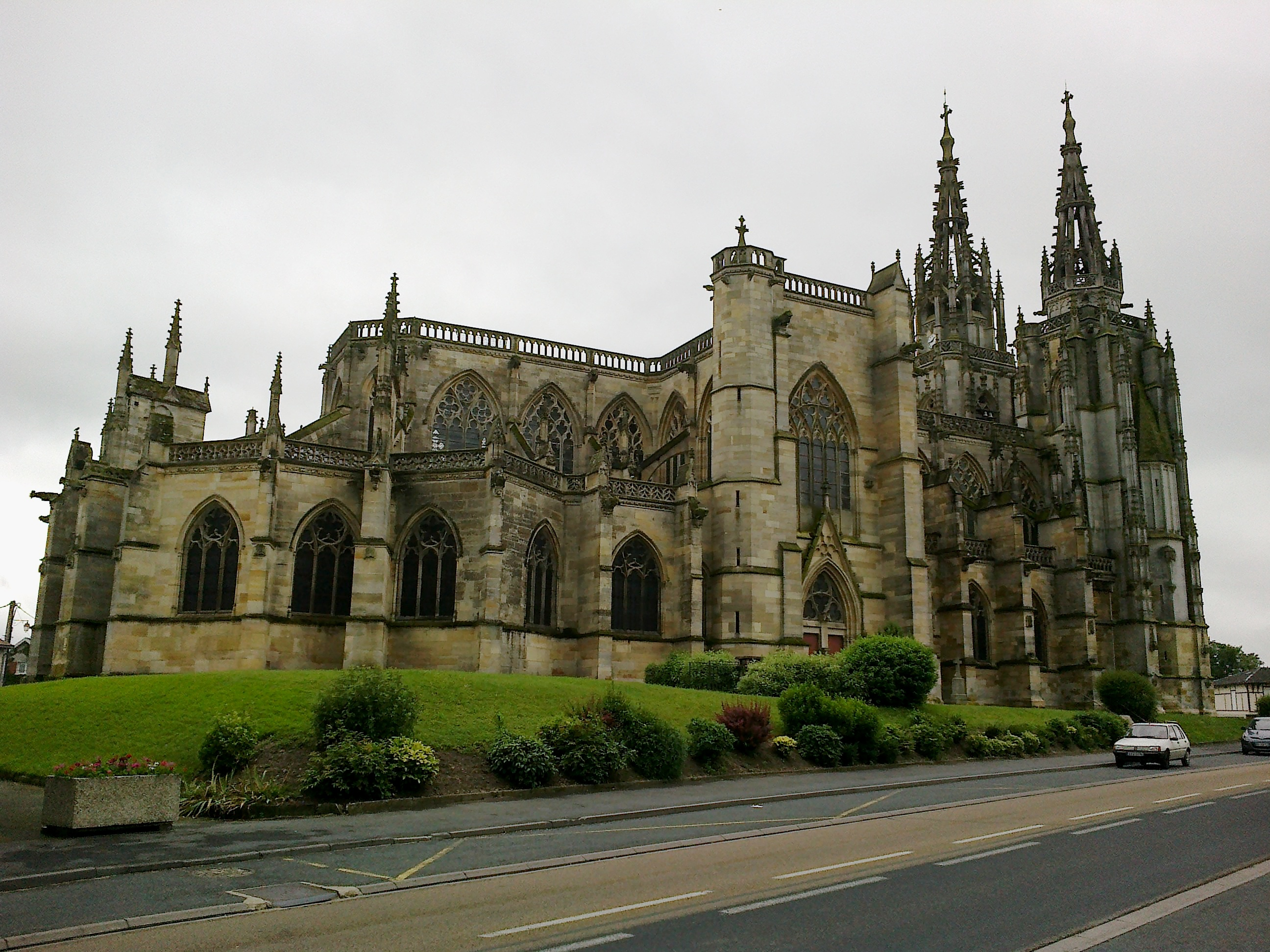
Nordostansicht: Flachdächer, Treppentürme, Maßwerkbalustraden

Die Wallfahrt blieb das 16. Jahrhundert hindurch bedeutend, ließ aber schon frühen im 17. Jahrhundert deutlich nach. 1624 übernahmen die Franziskaner die Kirche, aber es gelang diesem Predigerorden nicht, aus der Wallfahrt von Hilfesuchenden eine Wallfahrt der Mission zu machen. Gegen Ende des Ancien Régime und auch in der Restauration des 19. Jahrhunderts kam fast nur Landbevölkerung, während die Einstellung des Bürgertums zunehmend von den Errungenschaften der Aufklärung geprägt wurde.
Während der Französischen Revolution wurden die großen Statuen in den Portalen demontiert. Die Spitze des nördlichen Kirchturms wurde im Jahr 1789 abgebrochen, um dort einen optischen Telegraphen für die Strecke Straßburg–Paris zu errichten. Erst 1868 wurde der Turm wieder errichtet. Glücklicherweise hatten die Gebrüder Chappe, die den Telegraphen betrieben, den größten Teil der Turmspitze eingelagert. Ein Stockwerk ging jedoch dabei verloren, sodass die ursprüngliche Höhe von 55 m des südlichen Turms nicht mehr erreicht wird.
Den Titel einer Basilica minor erhielt die Kirche in L’Épine 1914.
Derzeit werden alljährlich zu Mariä Himmelfahrt am 15. August Wallfahrten zur Kirche Notre-Dame de l’Épine veranstaltet.
Eine der Seitenkapellen ist dem Apostel Jakobus geweiht. Seit 1989 ist die Kirche eines der 71 Objekte des UNESCO-Weltkulturerbes Jakobswege in Frankreich.

## Bauwerk

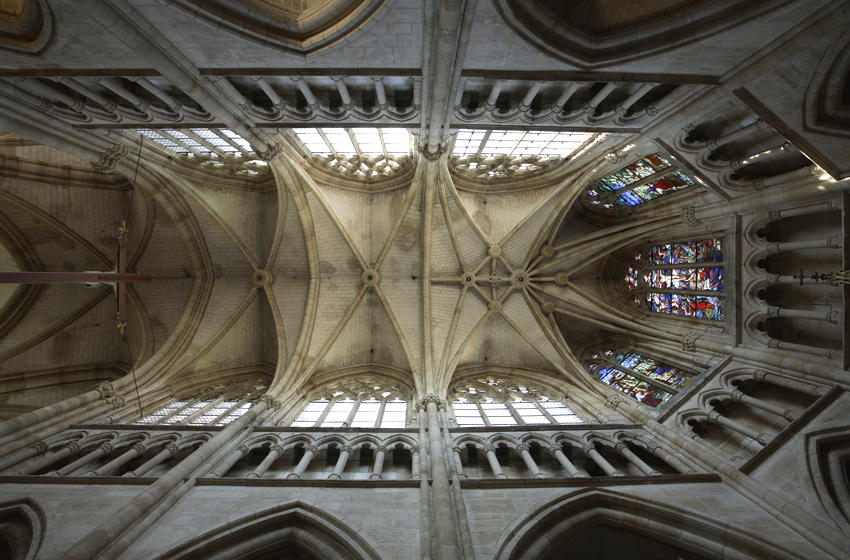
Chorgewölbe

Die Gesamtlänge der Kirche beträgt ca. 58,50 m, das Längsschiff hat eine Breite von 15,50 m, das Querschiff von 25 m. Die Gewölbe haben eine Innenhöhe von 16,60 m. Die Wallfahrtskirche weist einige Ähnlichkeiten mit der 180 Jahre älteren Kathedrale von Reims auf. In der Westfassade ist es vor allem die Gruppe der Portale. Andererseits schließen die Reimser Westtürme flach und denen von L’Épine fehlen die laubenförmigen Ecktürmchen. Umgekehrt ist die eigentliche Basilika in Reims mit Sattel- und Pultdächern gedeckt, in L’Épine flach.
Die Triforien sind in L’Épine wie in Reims fensterlose Galerien, während man sie seit der Kathedrale von Amiens in Frankreich vorzugsweise als Galerien mit Fenstern ausführte, so auch in der gerne als Musterbau der Flamboyantgotik genommenen Abteikirche von Vendôme. Nach dem Vorbild der Kathedrale von Reims sind auch die Pfeiler der Arkaden zu beiden Seiten des Mittelschiffs gestaltet, als runde Säulen mit nur vier halbrunden Vorlagen, die übrigen Dienste beginnen erst in Höhe der Kämpfer der Arkaden. Auch die Rippenprofile und Schlusssteine der Kreuzrippengewölbe von L’Épine entsprechen mehr denen der Kathedrale von Reims als der Spätgotik des 15. Jahrhunderts.
Der Chor ist durch einen Lettner zwischen den beiden östlichen Vierungspfeilern vom Laienbereich des Kirchenraums abgetrennt, allerdings ermöglichen drei große Bögen den Sichtkontakt. In seinem rechten Bogen steht eine Skulptur der Namenspatronin, also eine Maria mit Jesuskind, Das Gewölbe über dem Binnenchor besteht aus drei Jochen, von denen das östlichste als Mittelding aus Stern- und Netzgewölbe sowohl ein Rechteck als auch den polygonalen 5/8-Schluss überspannt.

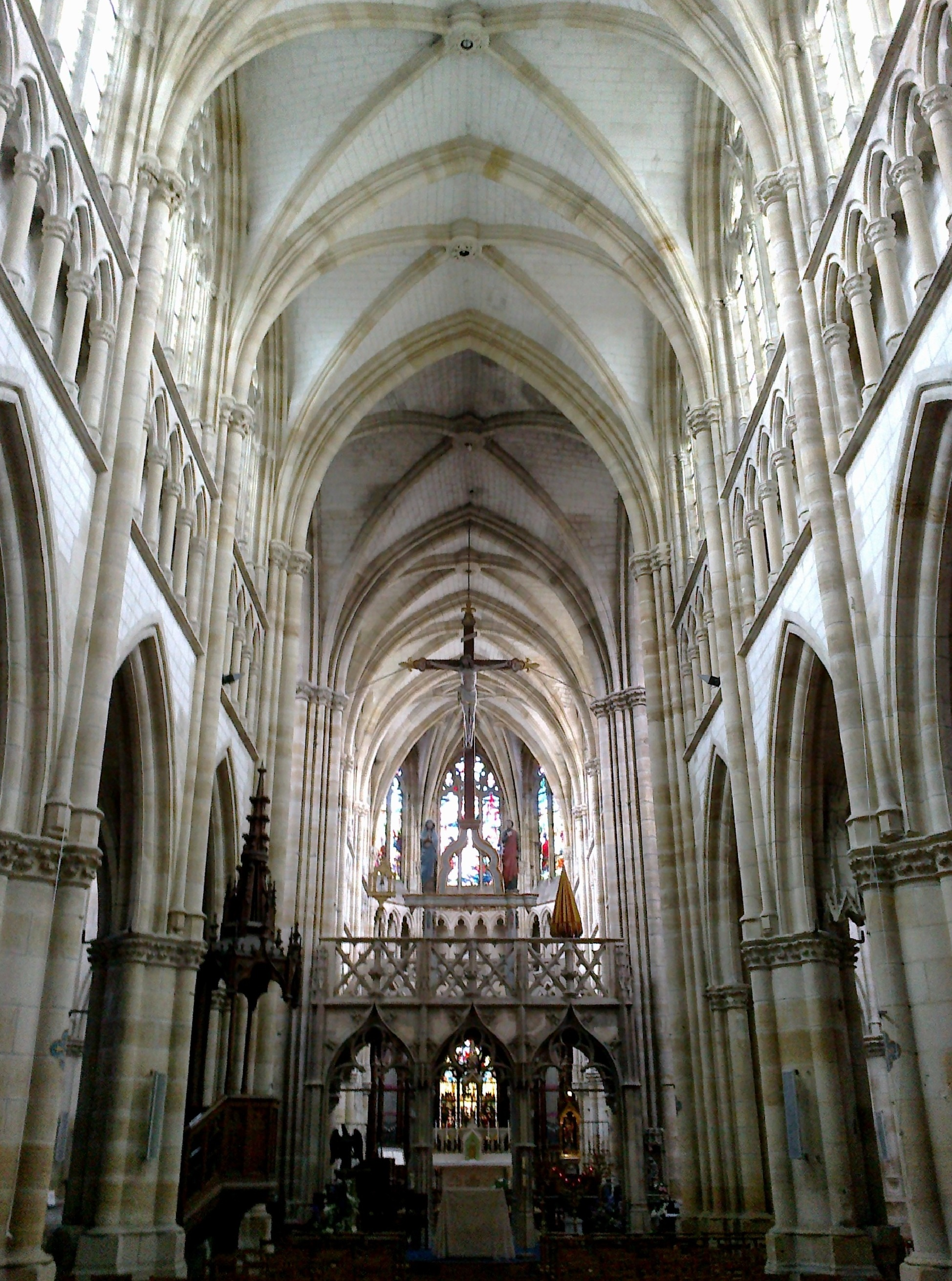
Mittelschiff zum Chor
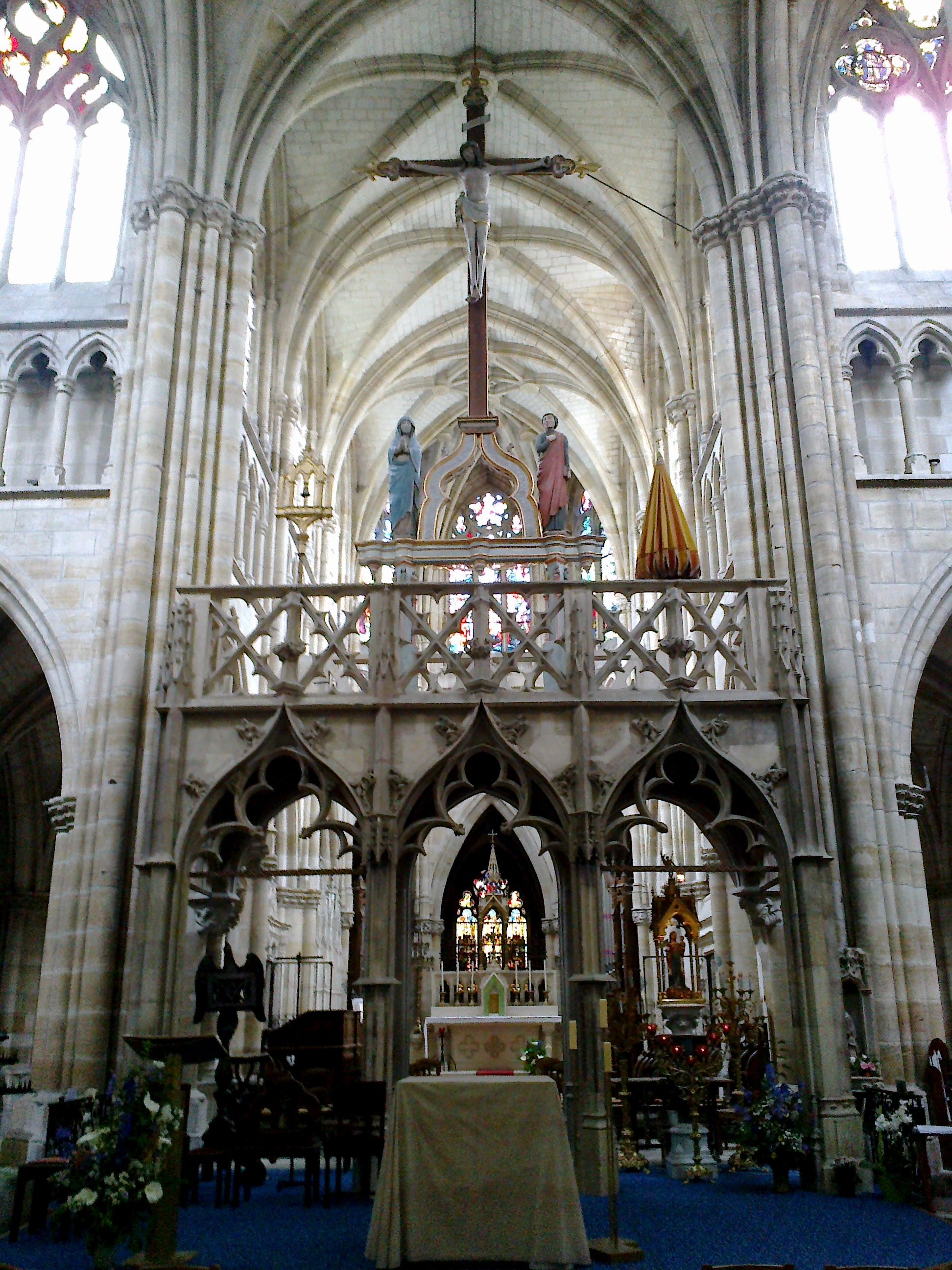
Lettner und Triumphkreuz
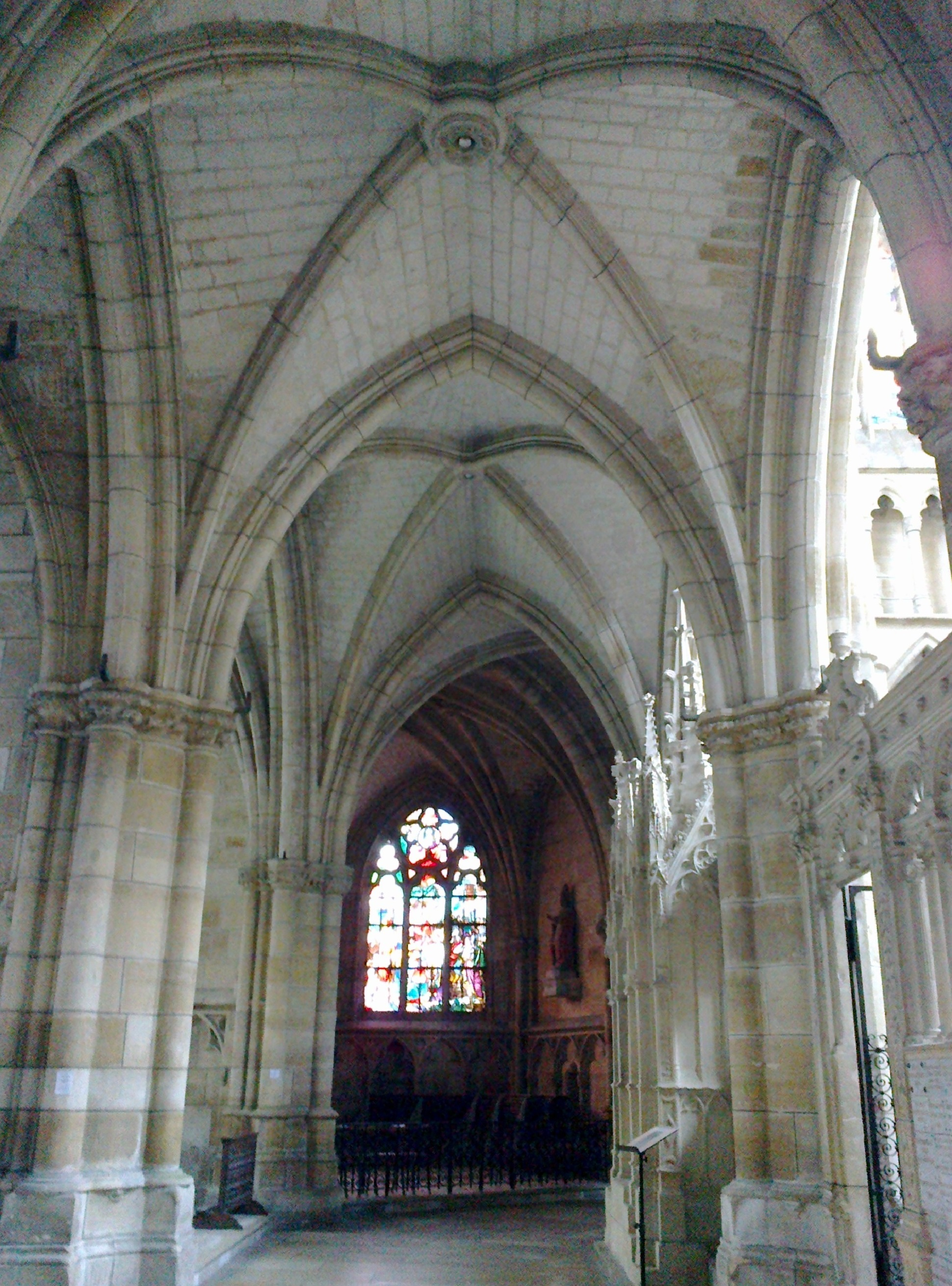
Chorumgang

Außen erheben sich an den Ecken der Querhausarme statt der Laubentürme der Reimser Kathedrale achteckige Treppentürme. Das spätgotische Maßwerk der Fenster unterscheidet sich deutlich von dem der Kathedrale, ebenso der Figurenschmuck der Portale.